# Giovanni Carlo Gregorj
Giovanni Carlo Gregorj (1797-1852), nom francisé en Jean-Charles Grégori ou Grégory, est un magistrat et historien corse membre de l'Académie des Sciences, belles-lettres et arts de Lyon.

## Biographie
Il est né le 4 mars 1797 à Bastia et suit des études de droit à Rome envoyé par ses parents. Il complète sa formation à Paris en étudiant aussi la philosophie et l'histoire avant d'être nommé juge d'abord à Sarlat en 1828, puis à Ajaccio en 1829, et enfin à Chateau-Thierry en 1831. Il intègre la Cour royale de Riom en 1835 en qualité de conseiller, poste que la Cour royale de Lyon lui propose en 1837.
Ce qui le fait connaître est surtout son activité littéraire à commencer par des traductions et éditions en langue italienne de chroniques corses suivies par l'histoire du droit en Corse Statuti civili e criminali di Corsica (1843) et Coup d'œil sur l'ancienne législation de la Corse (1844).
Il compose aussi une tragédie en cinq actes et en vers en 1832 Samperio Corso, un condottiere corse.
Quand il réside à Lyon pour sa fonction de conseiller à la Cour, son activité littéraire l'amène à l'Académie des Sciences, belles-lettres et arts de Lyon, président de la section histoire et archéologie, et correspondant à des sociétés savantes de nombreuses villes comme Turin, Rome, Milan, Marseille ou Clermont.
Il décède le 27 mars 1852 à Piétrapola, hameau de la commune d’Isolaccio-di-Fium’Orbu où il prend les bains, près de Bastia.